# هلیوس (فضاپیما)
هلیوس -آ و هلیوس -ب (همچنین به عنوان هلیوس ۱ و هلیوس ۲ نیز شناخته می‌شوند) یک جفت کاوشگر هستند که برای مطالعه فرایندهای خورشیدی به مدار خورشید مرکزی پرتاب شدند. به عنوان سرمایه‌گذاری مشترک آژانس فضایی DLR آلمان غربی ۷۰ درصد سهم) و ناسا (۳۰ درصد سهم) پروب‌ها از ایستگاه نیروی هوایی کیپ کانااورال، فلوریدا، در ماه دسامبر پرتاب شد.   ۱۹۷۴،۱۰ و ژانویه   به ترتیب، ۱۵، ۱۹۷۶. همان‌طور که توسط پیمانکار اصلی یعنی مسراشمیت بولکوف بلوم ساخته شد، آنها نخستین کاوشگرهای فضایی بودند که در خارج از ایالات متحده و اتحاد جماهیر شوروی ساخته شدند و مدار زمین را ترک کردند.
این کاوشگرها رکورد حداکثر سرعت را برای فضاپیما ۲۵۲٬۷۹۲ کیلومتر بر ساعت (۱۵۷٬۰۷۸ مایل بر ساعت؛ ۷۰٬۲۲۰ متر بر ثانیه) هلیوس -ب ۳٬۰۰۰٬۰۰۰ کیلومتر (۱٬۹۰۰٬۰۰۰ مایل) پرواز کرد ۳٬۰۰۰٬۰۰۰ کیلومتر (۱٬۹۰۰٬۰۰۰ مایل) از هلیوس -آ به خورشید نزدیکتر است، و در آوریل به پریلئون رسیده‌اید   ۱۷، ۱۹۷۶، در فاصله رکورد ۴۳٫۴۳۲ میلیون کیلومتر (۲۶٬۹۸۷٬۰۰۰ مایل؛ ۰٫۲۹۰۳۲ یکای نجومی) , نزدیک به مدار عطارد. هلیوس-بی ۱۳ ماه پس از پرتاب هلیوس-آ به مدار فرستاده شد. کاوشگرهای فضایی هلیوس تا اوایل دهه ۱۹۸۰ مأموریت‌های اصلی خود را به اتمام رساندند، اما همچنان به ارسال داده‌ها تا سال ۱۹۸۵ ادامه دادند.
کاوشگرها دیگر عملکردی ندارند و هنوز در مدار بیضوی در اطراف خورشید قرار دارند.

## ساختار
دو کاوشگر هلیوس بسیار شبیه به هم هستند. هلیوس-آ دارای جرم ۳۷۰ کیلوگرم (۸۲۰ پوند)، و هلیوس-ب جرم ۳۷۶٫۵ کیلوگرم (۸۳۰ پوند) میزان بار علمی آنها ۷۳٫۲ کیلوگرم (۱۶۱ پوند) روی هلیوس-آ و ۷۶٫۵ کیلوگرم (۱۶۹ پوند) در هلیوس-ب. اجساد مرکزی از منشور شانزده طرفه ۱٫۷۵ متر (۵ فوت ۹ اینچ) قطر و ۰٫۵۵ متر (۱ فوت ۱۰ اینچ) زیاد بیشتر تجهیزات و ابزار دقیق در این بدنه مرکزی نصب شده است. استثنائات مسترها و آنتنهای مورد استفاده در آزمایشها و تلسکوپهای کوچک هستند که نور زودیاک را اندازه‌گیری می‌کنند و از بدن مرکزی بیرون می‌آیند. دو صفحه خورشیدی مخروطی در بالا و پایین بدنه مرکزی گسترش می‌یابند و به مونتاژ جلوی دیابلو یا قرقره نخ را می‌دهند.
در هنگام پرتاب، هر کاوشگر ۲٫۱۲ متر (۶ فوت ۱۱ اینچ) بلند با قطر حداکثر ۲٫۷۷ متر (۹ فوت ۱ اینچ) هنگامی که در مدار قرار گرفتند ، آنتن‌های مخابراتی در بالای کاوشگرها آشکار شدند و ارتفاعات را به ۴٫۲ متر (۱۴ فوت) همچنین در هنگام دستیابی به مدار، دو رونق سفت و محکم که حامل سنسورها و مغناطیس بودند، در دو طرف بدنه مرکزی متصل شده‌اند و دو آنتن قابل انعطاف برای تشخیص امواج رادیویی استفاده شده است که عمود بر محورهای فضاپیما برای طول طراحی ۱۶ متر (۵۲ فوت) امتداد دارند. ۱۶ متر (۵۲ فوت) هرکدام.
این فضاپیما در محورهای خود که عمود بر دائرةالبروج است، ۶۰ دور بر دقیقه می‌چرخد.  

## قدرت
انرژی الکتریکی توسط سلول‌های خورشیدی متصل به دو مخروط کوتاه شده تأمین می‌شود. برای نگه داشتن صفحات خورشیدی در دمای زیر ۱۶۵ درجه سلسیوس (۳۲۹ درجه فارنهایت) در هنگام نزدیکی با خورشید، سلول‌های خورشیدی با آینه‌ها تلاقی می‌کنند، ۵۰٪ سطح را می‌پوشانند و ضمن از بین بردن گرمای اضافی، بخشی از نور خورشید را منعکس می‌کنند. توان تأمین شده توسط پنل‌های خورشیدی حداقل ۲۴۰ است   وات هنگامی که کاوشگر در آپلیون قرار دارد. ولتاژ آن تا ۲۸ تنظیم می‌شود   ولت DC، و انرژی در یک ۸ ذخیره می‌شود   آه باتری نقره روی. باتری‌ها فقط در هنگام پرتاب استفاده می‌شدند.

## کنترل حرارتی

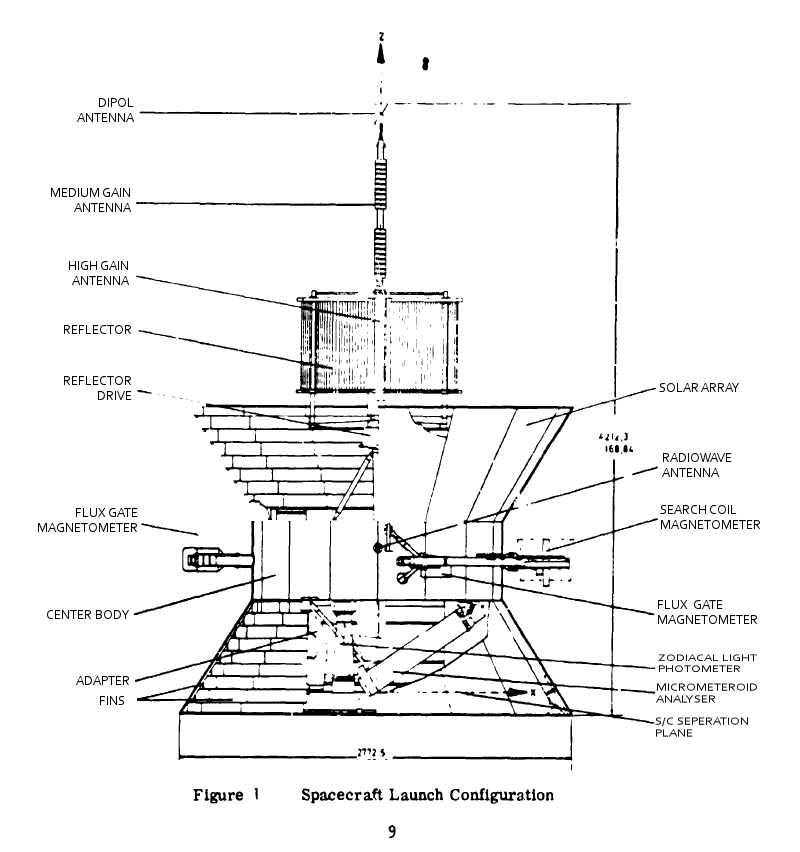
نمودار تنظیمات را راه اندازی کنید

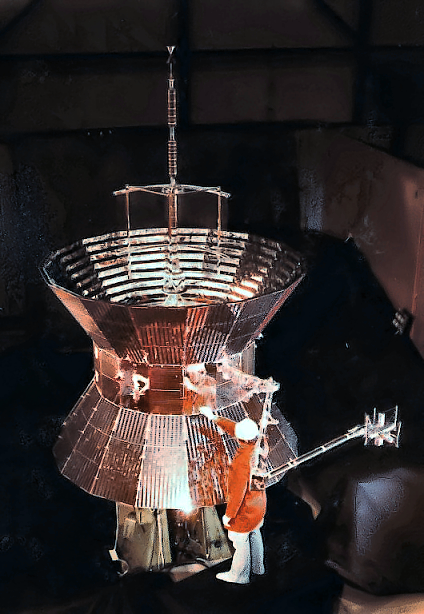
یک تکنسین در کنار یکی از فضاپیماهای دوقلوی هلیوس ایستاده است

بزرگ‌ترین چالش فنی که طراحان با آن روبرو بودند گرمائی بود که کاوشگر هنگام نزدیک شدن به خورشید در معرض آن بود. در ۰٫۳ یکای نجومی (۴۵٬۰۰۰٬۰۰۰ کیلومتر؛ ۲۸٬۰۰۰٬۰۰۰ مایل) از خورشید، جریان تقریبی گرما ۱۱ ثابت خورشیدی است، (۱۱ برابر مقدار دریافتی در مدار زمین) یا ۲۲٫۴ کیلو وات در هر متر مربع در معرض. در این شرایط دمای کاوشگر می‌تواند به ۳۷۰ درجه سلسیوس (۶۹۸ درجه فارنهایت) برسد سلولهای خورشیدی و محفظه مرکزی سازه‌ها باید در دماهای بسیار پایین‌تر نگهداری می‌شدند. دمای سلول‌های خورشیدی نمی‌تواند از ۱۶۵ درجه سلسیوس (۳۲۹ درجه فارنهایت) تجاوز کند، در حالی که محفظه مرکزی بین −۱۰ و ۲۰ درجه سلسیوس (۱۴ و ۶۸ درجه فارنهایت) be باید حفظ شود این محدودیت‌ها مستلزم رد ۹۶ درصد گرمای دریافتی از خورشید است. شکل مخروطی صفحات خورشیدی یکی از اقداماتی است که برای کاهش جریان گرما انجام شد. با کج شدن صفحات خورشیدی با توجه به تابش نور خورشید عمود بر محور کاوشگر، بخش بیشتری از تابش خورشیدی بازتاب می‌یابد. بعلاوه، «آینه‌های سطح دوم» که به‌طور خاص توسط ناسا ساخته شده است، کل بدن مرکزی و ۵۰ درصد ژنراتورهای خورشیدی را در بر می‌گیرد. اینها از کوارتز ذوب شده ساخته شده است، با یک فیلم نقره ای روی قسمت داخلی که خود آن را با یک ماده دی الکتریک پوشانده است. برای محافظت بیشتر، عایق چند لایه  –  متشکل از ۱۸ لایه ۰٫۲۵ میلیمتر (۰٫۰۰۹۸ اینچ) میلار یا کپتون (بسته به موقعیت مکانی)، توسط پین‌های پلاستیکی کوچکی که برای جلوگیری از تشکیل پل‌های حرارتی در نظر گرفته شده‌اند، جدا از یکدیگر قرار دارند.  –  برای پوشش جزئی محفظه هسته استفاده شد. علاوه بر این وسایل منفعل، کاوشگرها از یک سیستم فعال از لوارهای متحرک که در یک الگوی شاتر مانند در امتداد قسمت پایین و بالای محفظه قرار گرفته بودند، استفاده کردند. بازشدن آن به‌طور جداگانه توسط چشمه دوتایی کنترل می‌شود که طول آن با درجه حرارت متفاوت است و باعث باز یا بسته شدن دیافراگم می‌شود. مقاومت نیز برای کمک به حفظ دمای کافی برای تجهیزات خاص استفاده شد.

## سیستم مخابراتی
سیستم مخابراتی از فرستنده رادیویی استفاده می‌کند، که توان آن بین ۰٫۵ تا ۲۰ تنظیم می‌شود وات سه آنتن در بالای هر کاوشگر پوشانده شد. آنتن پر درآمد (۲۳ dB)، برای انتشار یک برس بالاتر از ۵٫۵ درجه از هر طرف بیضوی استفاده می‌شود  و ۱۴ درجه عرض آنتن متوسط (3) dB برای انتقال و 6.3 dB برای دریافت) سیگنال را در تمام جهات هواپیمای گرفتگی در ارتفاع ۱۵ درجه و یک آنتن دو قطبی (۰٫۳ انتقال دسی بل و ۰٫۸ دسی بل برای دریافت). آنتن شاخ کم درآمد  در زیر مرکز کاوش قرار داشت تا بتواند آداپتورهایی را که پروب را به وسیله نقلیه پرتاب متصل می‌کند، فراهم کند. برای اینکه به‌طور مداوم به سمت زمین هدایت شود ، آنتن پرمصرف توسط یک موتور با سرعتی در حال چرخش نگه داشته می‌شود که دقیقاً بدنه کاوشگر را متعادل می‌کند. همگام سازی سرعت با استفاده از داده‌های تهیه شده توسط یک سنسور Sun انجام می‌شود. حداکثر سرعت داده به دست آمده با افزایش آنتن بزرگ ۴۰۹۶ بیت بر ثانیه در بالادست بود. دریافت و انتقال سیگنالها توسط آنتن‌های شبکه شبکه فضای دوردست ناسا روی زمین پشتیبانی شدند.

## کنترل نگرش
برای حفظ جهت‌گیری در طول مأموریت، این فضاپیما به‌طور مداوم در ۶۰ دور در دقیقه به دور محور اصلی خود می‌چرخد. سپس سیستم کنترل جهت‌گیری اصلاحات را در سرعت و جهت‌یابی شفتهای کاوشگر آغاز کرد. برای تعیین جهت‌گیری آن، هلیوس از یک سنسور خام خورشید استفاده کرد. اصلاحات راهنمایی با استفاده از گازسوز گاز سرد انجام شد (۷٫۷) کیلوگرم نیتروژن) با افزایش ۱   نیوتون محور کاوشگر به‌طور دائم حفظ می‌شد، هر دو عمود بر جهت خورشید و هواپیمای ماه گرفتگی.

## رایانه و ذخیره‌سازی داده‌ها در داخل
کنترلرهای پردازنده قادر به اجرای ۲۵۶ دستور بودند. حافظه انبوه می‌تواند ۵۰۰ موضوع را ذخیره کند کیلوبیت، (این یک حافظه بسیار بزرگ برای کاوشگرهای فضایی زمان بود)، و عمدتاً زمانی مورد استفاده قرار می‌گرفت که کاوشگرها در ارتباط برتر با زمین باشند (یعنی خورشید بین زمین و فضاپیما می‌آید). این اتصال می‌تواند تا ۶۵ روز ادامه داشته باشد.

## آزمایش و ابزار
هر دو کاوشگر هلیوس ده ابزار علمی داشتند.

### برای آزمایش‌ها
- بررسی آزمایش پلاسما: توسط موسسه ماکس پلانک برای مطالعه ذرات کم مصرف ساخته شده است. داده‌های جمع‌آوری شده شامل چگالی، سرعت و دمای باد خورشیدی بود. اندازه‌گیری در هر دقیقه انجام شد، به استثنای چگالی شار، که هر ۱/۰ ثانیه برای برجسته کردن بی نظمی‌ها و امواج پلاسما رخ می‌داد. ابزارهای مورد استفاده شامل:
  - ردیاب الکترونی
  - آشکارساز پروتون و ذرات سنگین
  - آنالایزر پروتون و ذرات آلفا با انرژی بین ۲۳۱   eV و ۱۶۰۰۰   eV
- بررسی موج پلاسما: توسط دانشگاه آیووا برای مطالعه امواج الکترواستاتیک و الکترومغناطیسی در فرکانسهای بین ۱۰ ساخته شده است   هرتز و ۲   مگاهرتز
- تحقیقات پرتوی کیهانی: توسط دانشگاه کیل برای تعیین شدت، جهت و انرژی پروتون‌ها و ذرات سنگین تشکیل دهنده در پرتوهای ایجاد شده است. ابزارها در یک آشکارساز ضد تصادف محصور شدند.
  - ردیاب نیمه هادی
  - اسکوتیلاتور
  - پیشخوان چرنکوف
- آزمایش مکانیکی آسمانی: توسعه یافته توسط دانشگاه هامبورگ، با استفاده از مشخصات مدار Helios برای روشن سازی اندازه‌گیری‌های نجومی: مسطح کردن خورشید، تأیید تأثیرات پیش‌بینی شده توسط تئوری نسبیت عام، بهبود سالگرد [نیازمند شفاف‌سازی] سیارات داخلی، تعیین جرم سیاره عطارد، نسبت جرم زمین به ماه و چگالی الکترونی یکپارچه بین کشتی و ایستگاه زمینی. [نیازمند شفاف‌سازی]
- آزمایش اثر فارادی: توسط دانشگاه بن توسعه یافته است و از پدیده جسمی استفاده می‌کند [نیازمند شفاف‌سازی] مؤثر بر امواج الکترومغناطیسی که از طریق عبور تاج برای تعیین چگالی الکترونهای و شدت میدان مغناطیسی در منطقه فضایی است.

### ابزارهای دیگر
- مغناطیس سنج دروازه-فلوکس: توسط دانشگاه براونشویگ آلمان ساخته شده است. اندازه‌گیری سه مؤلفه بردار میدان مغناطیسی. [نیازمند شفاف‌سازی] شدت با دقت در ۰٫۴ اندازه‌گیری می‌شود   nT وقتی زیر ۱۰۲٫۴ باشد   nT، و در ۱٫۲   nT در شدتهای زیر ۴۰۹٫۶   nT دو نرخ نمونه در دسترس است: هر ۲ ثانیه یا ۸ بار خواندن در ثانیه را جستجو کنید.
- مغناطیس سنج فلکه-دروازه: توسط مرکز پرواز فضایی گودارد ناسا ساخته شده، با دقت تا ۰٫۱   nT در حدود ۲۵   nT، در فاصله ۰٫۳   nT در حدود ۷۵   nT، و در ۰٫۹   nT با شدت ۲۲۵   nT
- جستجوگر مغناطیس سنج سیم پیچ: توسط دانشگاه براونشویگ طراحی شده است تا نوسانات میدان مغناطیسی را در ۵ کشف کند   هرتز تا ۳۰۰۰   دامنه هرتز وضوح طیفی در محور چرخش کاوشگر انجام می‌شود.
- الکترون و یون طیف‌سنج کم انرژی: برای اندازه‌گیری ویژگی‌های پروتون‌های دارای انرژی بین ۰٫۱ تا ۸۰۰ در مرکز پرواز فضایی گودارد ساخته شده است   MeV و الکترونهایی با انرژی بین ۰٫۰۵ و ۵   MeV از سه تلسکوپ استفاده می‌کند که هواپیمای گرفتگی را پوشش می‌دهند. یک ردیاب [نیازمند شفاف‌سازی] همچنین در حال مطالعه اشعه X از خورشید است.[۱۰]
- نورسنج نور زودیاک: تعداد الکترون‌ها و انرژی را شمارش می‌کند. [نیازمند شفاف‌سازی] میدان دید این ابزار ۲۰ درجه است و می‌تواند جریانهایی از ۱ تا 10 4 الکترون در سانتی‌متر مربع را پردازش کند. سه فوتومتر توسط مرکز هایدلبرگ تهیه شده است [نیازمند شفاف‌سازی] شدت و قطبش نور زودیاک را در نور سفید و در ۵۵۰ اندازه‌گیری می‌کند   nm و ۴۰۰ نوارهای طول موج nm، با استفاده از سه تلسکوپ که محورهای نوری آنها زاویه‌های ۱۵، ۳۰ و ۹۰ درجه تا گرفتگی را تشکیل می‌دهند. از این مشاهدات، اطلاعاتی در مورد توزیع مکانی گرد و غبار بین سیاره ای و اندازه و ماهیت ذرات گرد و غبار بدست می‌آید.
- آنالایزر میکرو-شهاب سنگی: توسط موسسه Max Planck تهیه شده است، اگر توده آنها بزرگتر از 15 10 15 باشد، می‌تواند ریزگردها را تشخیص دهد.   گرم این می‌تواند جرم و انرژی میکرو شهاب سنگ بزرگتر از 14 10 14 را تعیین کند   گرم در بعضی موارد می‌تواند ترکیب یک میکرو شهاب سنگ با جرم بیشتر از ۱۰ − 13 را تعیین کند   گرم این اندازه‌گیری‌ها با بهره‌گیری از این واقعیت انجام می‌شود که میکرومترس‌ها هنگام برخورد به هدف، تبخیر و یونیزه می‌شوند. ابزار یونها و الکترونها را در پلاسما ایجاد شده توسط ضربه‌ها از هم جدا می کند، بار الکتریکی را اندازه‌گیری می کند و جرم و انرژی ذره حادثه را کم می‌کند. یک طیف‌سنج جرمی کوچک، ترکیب یون‌های کوچک را تعیین می‌کند.

| نام ابزار                      | شرح |
| ------------------------------ | --- |
| بررسی آزمایش پلاسما            | سرعت و توزیع پلاسما باد خورشیدی را اندازه‌گیری می‌کند.                                                      |
| مغناطیس سنج دروازه شار         | قدرت میدان و جهت میدانهای مغناطیسی با فرکانس پایین در محیط خورشید را اندازه می‌گیرد.                       |
| جستجوگر مغناطیس سیم پیچ        | سنجشگر مغناطیس سنج Flux-Gate را با اندازه‌گیری میدان‌های مغناطیسی بین ۰ تا ۳ تکمیل می‌کند کیلوهرتز           |
| بررسی موج پلاسما               | اندازه‌گیری و تجزیه و تحلیل امواج یون‌های آزاد و الکترون در پلاسما باد خورشیدی، ۱۰ هرتز تا ۳ منطقه مگاهرتز. |
| بررسی تابش کیهانی              | پروتون‌ها، الکترون‌ها و اشعه X را برای تعیین توزیع اشعه کیهانی اندازه‌گیری می‌کند.                            |
| طیف‌سنج الکترونی و یون کم انرژی | بخش انرژی بالاتر منطقه متقاطع بین ذرات بادی خورشیدی و پرتوهای کیهانی را بررسی می‌کند.                      |
| فوتومتر نور زودیاک             | پراکندگی نور خورشید توسط ذرات غبار بین سیاره ای را اندازه‌گیری می‌کند.                                      |
| آنالایزر میکرومتوروئید         | ترکیب، شارژ، جرم، سرعت و جهت ذرات گرد و غبار بین سیاره‌ای را بررسی می‌کند.                                  |

## مأموریت

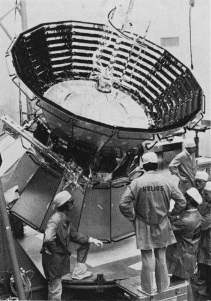
بازرسی از هلیوس-ب

### هلیوس-آ
هلیوس-آ در ۱۰ دسامبر سال ۱۹۷۴، از ایستگاه پرتاب نیروی هوایی کیپ کانااورال ، مجتمع ۴۱ راه اندازی شد ۴۱ در کیپ کاناوراول، فلوریدا. این اولین پرواز عملیاتی موشک Titan IIIE بود. پرواز آزمایشی این موشک زمانی شکست خورده بود که موتور در مرحله فوقانی Centauraur نباشد، اما پرتاب هلیوس-آ بی نظیر بود.
این کاوشگر در مدت زمان ۱۹۲ روز با ۴۶٬۵۰۰٬۰۰۰ کیلومتر (۲۸٬۹۰۰٬۰۰۰ مایل؛ ۰٫۳۱۱ یکای نجومی) حدود ۴۶٬۵۰۰٬۰۰۰ کیلومتر (۲۸٬۹۰۰٬۰۰۰ مایل؛ ۰٫۳۱۱ یکای نجومی) مدار ۴۶٬۵۰۰٬۰۰۰ کیلومتر (۲۸٬۹۰۰٬۰۰۰ مایل؛ ۰٫۳۱۱ یکای نجومی) از خورشید. چندین مشکل بر روی عملیات تأثیر گذاشت. یکی از این دو آنتن به‌طور صحیح مستقر نشده و باعث کاهش حساسیت دستگاه پلاسما پلاسما به امواج با فرکانس پایین می‌شود. وقتی آنتن پر درآمد وصل شد، تیم مأموریت فهمید که انتشار آنها در ذرات آنالایزر و گیرنده رادیو دخالت می‌کند. برای کاهش تداخل، ارتباطات با استفاده از کاهش قدرت انجام می‌شد، اما این امر با استفاده از گیرنده‌های زمینی با قطر بزرگ که در حال حاضر به لطف سایر مأموریت‌های فضایی در دست اقدام هستند، لازم بود.
در طول اولین حضیض خورشید در اواخر ماه فوریه ۱۹۷۵، فضاپیمای به خورشید نزدیک تر از هر فضاپیمای قبلی آمد. دمای برخی از اجزاء به بیش از ۱۰۰ درجه سلسیوس (۲۱۲ درجه فارنهایت)، در حالی که صفحات خورشیدی به ۱۲۷ درجه سلسیوس (۲۶۱ درجه فارنهایت) رسیده است، بدون اینکه روی عملیات کاوشگر تأثیر بگذارد. در طول گذر دوم در ۲۱ سپتامبر، دمای هوا به ۱۳۲ درجه سلسیوس (۲۷۰ درجه فارنهایت) رسید، که بر عملکرد برخی از ابزارهای خاص تأثیر داشته است.

### هلیوس-ب
قبل از راه‌اندازی هلیوس-ب، براساس درسهایی که از عملیات هلیوس-آ به دست آمده، برخی تغییرات در فضاپیما انجام شده است. موتورهای کوچک مورد استفاده برای کنترل نگرش بهبود یافته بودند. تغییراتی در مکانیزم اجرای آنتن انعطاف‌پذیر و انتشار آنتن با بهره زیاد ایجاد شده است. ردیاب‌های اشعه ایکس به گونه ای بهبود یافته‌اند که می‌توانند پشت سر هم اشعه گاما را تشخیص دهند و به آنها اجازه دهند در رابطه با ماهواره‌های مدار زمین برای مثلث مکان محل انفجار استفاده شوند. از آنجا که دما در هلیوس-آ همیشه بیشتر از ۲۰ تغییر درجه سلسیوس (۳۶ تغییر درجه فارنهایت) حداکثر از حداکثر طراحی در پریلئون، تصمیم گرفته شد که Helios-B حتی به خورشید نزدیک شود و عایق حرارتی نیز افزایش یافته است تا ماهواره بتواند ۱۵ درصد در دمای بالاتر مقاومت کند.
محدودیت‌های برنامه تنگ در پرتاب هلیوس-ب در اوایل سال ۱۹۷۶ وجود دارد. امکاناتی که در هنگام پرتاب فضاپیمای وایکینگ ۲ در سپتامبر ۱۹۷۵ آسیب دیده بود، باید تعمیر شود، در حالی که فرود وایکینگ‌ها در تابستان ۱۹۷۶ در مریخ باعث می‌شود آنتن‌های شبکه فضایی Deep که هلیوس-ب برای انجام علوم پیرلیونی خود لازم نیست، انجام دهد.
هلیوس-ب در ۱۰ ژانویه ۱۹۷۶ با استفاده از موشک Titan IIIE پرتاب شد. این کاوشگر با یک دوره ۱۸۷ روزه و ۴۳٬۵۰۰٬۰۰۰ کیلومتر (۲۷٬۰۰۰٬۰۰۰ مایل؛ ۰٫۲۹۱ یکای نجومی) مدار قرار ۴۳٬۵۰۰٬۰۰۰ کیلومتر (۲۷٬۰۰۰٬۰۰۰ مایل؛ ۰٫۲۹۱ یکای نجومی) جهت‌گیری هلیوس-ب با توجه به ماه گرفتگی در مقایسه با هلیوس-آ ۱۸۰ درجه معکوس شد به طوری که ردیاب‌های میکرومتریت می‌توانند پوشش ۳۶۰ درجه داشته باشند. در هفدهم آوریل سال ۱۹۷۶، هلیوس- ب با نزدیکترین سرعت هلیوسنتریک ۷۰ کیلومتر بر ثانیه (۲۵۰٬۰۰۰ کیلومتر بر ساعت؛ ۱۶۰٬۰۰۰ مایل بر ساعت) حداکثر دمای ثبت شده ۲۰ تغییر درجه سلسیوس (۳۶ تغییر درجه فارنهایت) بود بالاتر از اندازه‌گیری شده توسط هلیوس-آ.

### پایان عملیات
مأموریت اصلی هر کاوشگر ۱۸ ماه به طول انجامید، اما آنها بسیار طولانی‌تر عمل کردند. در مارس   ۳، ۱۹۸۰، چهار سال پس از راه اندازی آن، فرستنده رادیویی در هلیوس-ب شکست خورد. در ژانویه   ۷، ۱۹۸۱، یک فرمان توقف برای جلوگیری از تداخل احتمالی رادیویی در ماموریت‌های آینده ارسال شد. هلیوس-آ به عملکرد عادی خود ادامه داد، اما با وجود آنتن‌های DSN با قطر بزرگ در دسترس نیست، داده‌ها توسط آنتن‌های قطر کوچک با سرعت کمتری جمع‌آوری می‌شوند. سلولهای خورشیدی تخریب شده هلیوس-آ با مدار ۱۴ خود، دیگر نمی‌توانند انرژی کافی را برای جمع‌آوری همزمان و انتقال داده‌ها فراهم کنند، مگر اینکه کاوشگر نزدیک به قسمت انتهایی آن باشد. در سال ۱۹۸۴، گیرنده‌های اصلی و پشتیبان رادیو شکست خوردند، نشان می‌دهد که دیگر آنتن پرقدرت دیگر به سمت زمین نشانه رفته است. آخرین داده تله متری در فوریه دریافت شد   ۱۰، 1986.

## نتایج

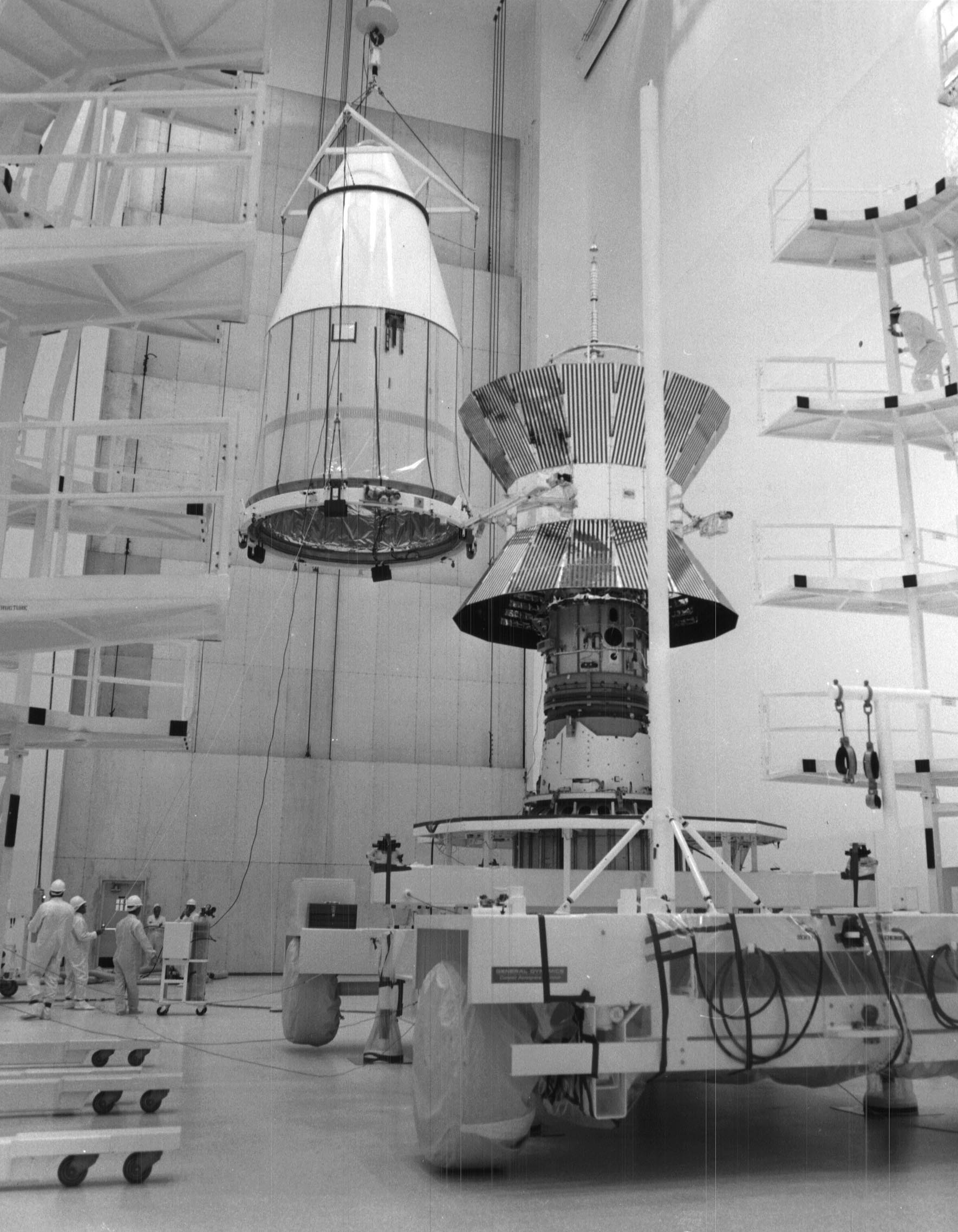
یک پروب هلیوس برای پرتاب محصور می‌شود

هر دو کاوشگر داده‌های مهمی در مورد فرایندهای ایجاد شده توسط باد خورشیدی و سرعت بخشیدن به ذرات سازنده پرتوهای بین سیاره ای و کیهانی جمع‌آوری کرده‌اند. این مشاهدات طی یک دوره ده ساله از حداقل خورشیدی در ۱۹۷۶ تا حداکثر خورشیدی در اوایل دهه ۱۹۸۰ انجام شد.
مشاهده نور زودیاک برخی از خواص گرد و غبار بین سیاره‌ای را که بین ۰٫۱ است وجود دارد   AU و ۱   AU از خورشید، مانند توزیع مکانی، رنگ و قطبش. مشخص شده است که پودر نسبت به نیروهای گرانشی و نیروهای الکترومغناطیسی حساس تر بود. مقدار گرد و غبار تا ۱۰ برابر در اطراف زمین مشاهده شده است. توزیع ناهمگن به دلیل عبور از دنباله دارها به‌طور کلی پیش‌بینی می‌شد، اما مشاهدات این موضوع را تأیید نمی‌کند. ابزارهای کاوشگر گرد و غبار را در نزدیکی خورشید مشاهده کردند که نشان می‌دهد، با وجود آفتاب هنوز در فاصله ۰٫۰۹ AU وجود دارد.
هلیوس همچنین با مشاهده گذر از C / 1975 V1 (West) در ۱۹۷۶، C / 1978 H1 (Meir) در نوامبر ۱۹۷۸ و C / 1979 Y1 (Bradfield) در فوریه ۱۹۸۰ اجازه افزایش داده‌ها را برای ستاره‌های دنباله دار جمع‌آوری کرد. در آخرین کاوشگر، ابزارها یک باد خورشیدی آشفته را مشاهده کردند که بعداً با شکاف دم دنباله دار ترجمه شد. آنالایزر پلاسما نشان داد که پدیده‌های شتاب باد خورشیدی با سرعت بالا با وجود سوراخ‌های تاج همراه است. این ابزار همچنین برای اولین بار یون‌های هلیوم جدا شده در باد خورشیدی را شناسایی کرد. در سال ۱۹۸۱، در اوج فعالیت خورشیدی، داده‌های جمع‌آوری شده توسط هلیوس-آ در فاصله کمی از خورشید به مشاهدات بصری از نشت توده‌های تاجی که از مدار زمین انجام شده کمک می‌کند. داده‌های جمع‌آوری شده توسط مغناطیس سنج‌ها دو پروب هلیوس بهمراه پروب‌های بین سیاره ای پایونیر و وویجر برای تعیین جهت میدان مغناطیسی در مسافت‌های مبهوت از خورشید استفاده شد.
از ردیاب‌های موج رادیویی و پلاسما برای تشخیص انفجارهای رادیویی و امواج شوک همراه با شعله‌های خورشیدی، معمولاً در حداکثر خورشیدی استفاده می‌شد. آشکارسازهای پرتوی کیهانی مطالعه کردند که چگونه خورشید و محیط بین سیاره ای بر گسترش اشعه‌های مشابه، از منبع خورشیدی یا کهکشانی تأثیر می‌گذارند. شیب پرتوهای کیهانی، به عنوان تابعی از فاصله از خورشید، اندازه‌گیری شد. این مشاهدات، همراه با آنچه توسط Pioneer انجام شده است   ۱۱ بین سالهای ۱۹۷۷ و ۱۹۸۰ در بیرون منظومه شمسی (۲۳–۲۳   AU از خورشید) مدل‌سازی خوبی از این شیب تولید کرد. آشکارساز هلیوس-ب GRB 18 واقعه را در طول سه سال اول کار این ساز شناسایی کرد که منبع آن برای بعضی‌ها با کمک جستجوهای انجام شده توسط ماهواره‌ها در مدار زمین می‌تواند شناسایی شود. برخی از ویژگی‌های تاج خورشیدی داخلی در طی فرارسیدن اندازه‌گیری شد. برای این منظور یا سیگنال رادیویی از فضاپیما به زمین ارسال می‌شد یا ایستگاه زمینی سیگنالی را ارسال می‌کرد که توسط کاوشگر بازگردانده می‌شد. تغییرات در انتشار سیگنال ناشی از عبور تاج خورشیدی اطلاعاتی را در مورد نوسانات چگالی فراهم کرد.

### راه اندازی و مسیر

مسیر کاوشگرهای فضایی هلیوس

## نمایه مأموریت

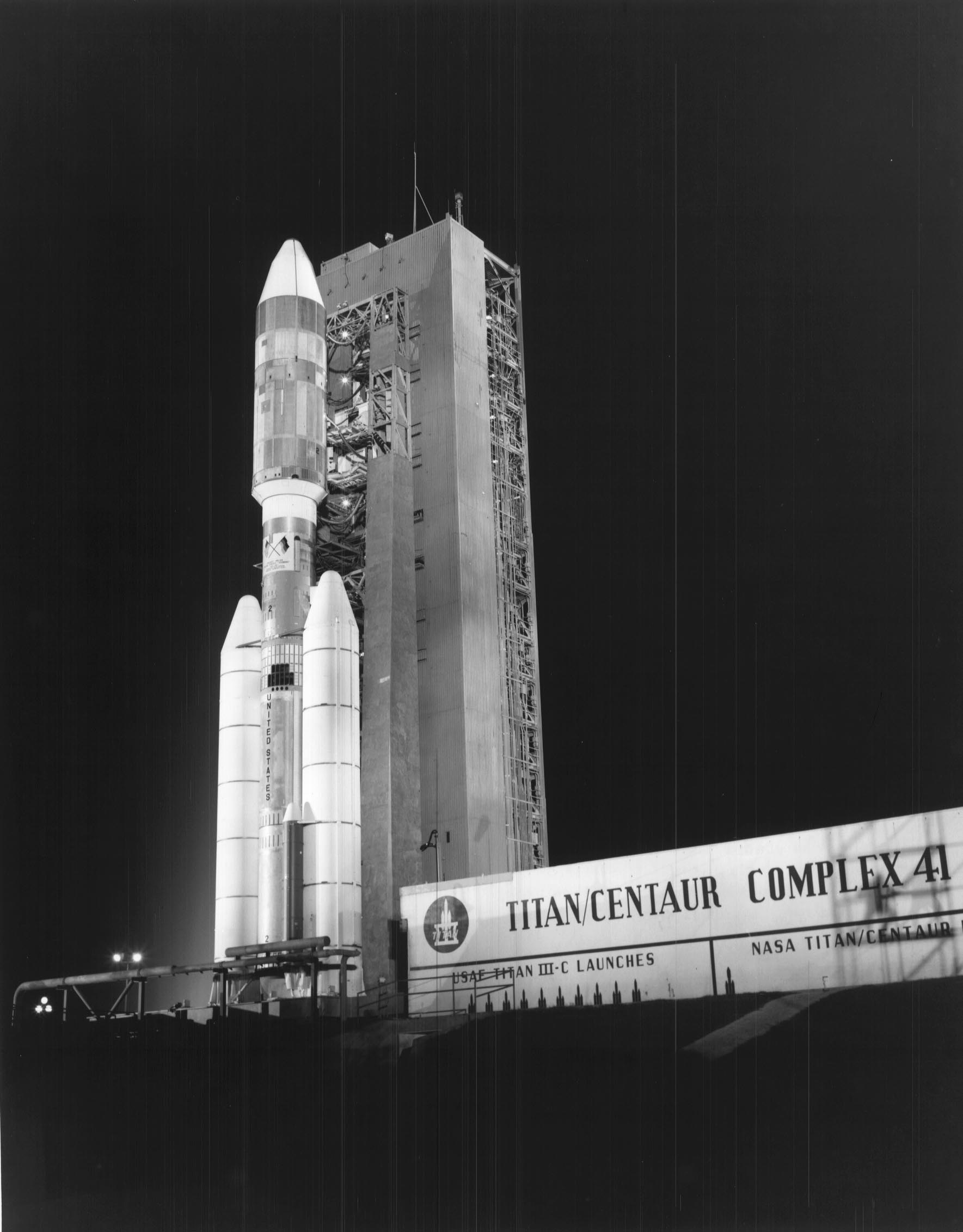
هلیوس-آ در بالای وسیله نقلیه پرتاب Titan IIIE / Centaur قرار دارد

### جدول زمانی سفر
| تاریخ        | رویداد |
| ------------ | --- |
| ۱۲-۱۰- ۱۹۷۴  | راه اندازی هلیوس-آ |
| ۱۵-۱۵ - ۱۹۷۶ | راه اندازی هلیوس-ب |
| ۱۹۷۶-۰۴-۱۷   | نزدیکترین پرواز به خورشید از هر نوع فضاپیما (تا زمانی که پارکر خورشیدی کاوشگر در سال ۲۰۱۸)، توسط هلیوس-ب انجام شود: ۴۳٫۴۳۲ میلیون کیلومتر (۰٫۲۹ یکای نجومی) از خورشید |

## وضعیت فعلی
از سال ۲۰۲۰، کاوشگرها دیگر کاربردی نیستند، اما هنوز در مدار بیضوی در اطراف خورشید قرار دارند.